# Vlag van Hoei
De vlag van Hoei is op onbekende datum bij raadsbesluit vastgesteld als de vlag van de Luikse gemeente Hoei. De vlag kan als volgt worden beschreven:
Twee even hoge banen van geel en van rood, met een blauwe rand, behalve langs de broeking.
Deze "traditionele" vlag werd niet goedgekeurd door de Raad van Heraldiek en Vexillologie. Geel en rood zijn de traditionele kleuren van Luik, terwijl de blauwe rand mogelijk afkomstig is van de haven en de ramen van het fort op het gemeentewapen.
Het gemeentebestuur bevestigde de officiële vlag van Hoei, Twee even hoge banen van geel en rood met een witte sleutel langs de broeking geplaatst. De sleutel herinnert aan de strategische ligging van de stad. De gebruikte vlag lijkt echter de traditionele vlag te zijn.

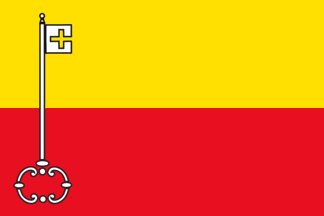
Officiële gemeentevlag, niet in gebruik